# Ерчиха (Бурынский район)
Ерчиха (укр. Єрчиха) — село,
Череповский сельский совет,
Бурынский район,
Сумская область,
Украина.
Код КОАТУУ — 5920988802. Население по данным 1983 года составляло 70 человек.
Село ликвидировано в 2006 году.

## Географическое положение
Село Ерчиха находится на левом берегу реки Терн,
выше по течению на расстоянии в 1 км расположено село Верхняя Сагаревка,
ниже по течению на расстоянии в 2,5 км расположено село Череповка,
на противоположном берегу — село Жуковка.
Река в этом месте извилистая, образует лиманы, старицы и заболоченные озёра.

## История
- 2006 — село ликвидировано[1].